# Förslövs socken
Förslövs socken i Skåne ingick i Bjäre härad, ingår sedan 1971 i Båstads kommun och motsvarar från 2016 Förslövs distrikt.
Socknens areal är 32,32 kvadratkilometer varav 32,16 land. År 2000 fanns här 3 049 invånare.  En del av tätorten Vejbystrand samt tätorten Förslöv med sockenkyrkan Förslövs kyrka ligger i socknen.

## Administrativ historik
Socknen har medeltida ursprung. 
Vid kommunreformen 1862 övergick socknens ansvar för de kyrkliga frågorna till Förslövs församling och för de borgerliga frågorna bildades Förslövs landskommun. Landskommunen uppgick 1952 i Förslövsholms landskommun som 1971 uppgick i Båstads kommun. Församlingen uppgick 2002 i Förslöv-Grevie församling.
1 januari 2016 inrättades distriktet Förslöv, med samma omfattning som församlingen hade 1999/2000.
Socknen har tillhört län, fögderier, tingslag och domsagor enligt vad som beskrivs i artikeln Bjäre härad. De indelta soldaterna tillhörde Norra skånska infanteriregementet, Norra Åsbo kompani och Skånska husarregementet, Bjäre skvadron, Bjäre härads kompani.

## Geografi och natur

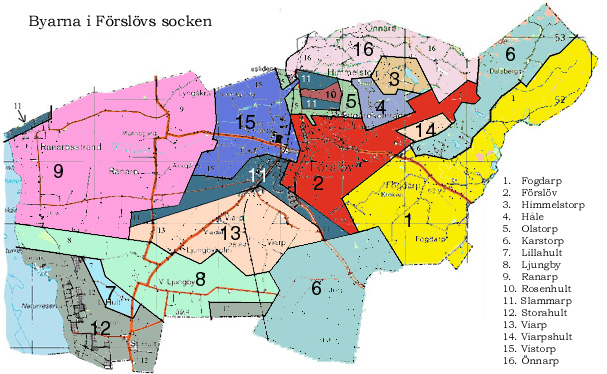
Byarna i Förslövs socken

Förslövs socken ligger nordväst om Ängelholm vid Skälderviken och med Hallandsåsen i nordost. Socknen är en odlad slättbygd med kuperad skogsbygd i nordost med höjder som når 195 meter över havet.
Det finns tre naturreservat i socknen. Södra Bjärekusten som delas med Grevie och Torekovs socknar och Stora Hults fälad ingår båda i EU-nätverket Natura 2000 medan Stora Hults strand är ett kommunalt naturreservat.

## Fornlämningar
Fler än 25 boplatser från stenåldern är funna. Från bronsåldern finns spridda gravhögar.

## Befolkningsutveckling
Befolkningen ökade från 1 108 1810 till 2 301 1870 varefter den minskade till 1 823 1960, med en tillfällig befolkningstopp på 2 036 1920 och 2 009 1930. Efter 1960 ökade folkmängden till 2 932 invånare 1990.

## Namnet
Namnet skrevs 1289 Färslöf och kommer från kyrkbyn. Efterleden är löv, 'arvegods'. Förleden kan innehålla mansnamnet Fär..